# ماسا لومباردا
ماسا لومباردا (بالإيطالية: Massa Lombarda)‏ هي بلدية في مقاطعة رافينا في إقليم إميليا رومانيا الإيطالي.

## السكان
في سنة 1861 بلغ عدد السكان 4٬995 نسمة، وتطور العدد ليصل في سنة 2011 لـ 10٬449 نسمة.
يظهر هذا المخطط البياني تطور النمو السكاني لـ ماسا لومباردا

## توأمة
لماسا لومباردا اتفاقيات توأمة مع:
- مارميرولو